# Tropidophora semilineata
Tropidophora semilineata е изчезнал вид сухоземно коремоного от семейство Pomatiidae.

## Разпространение
Видът е бил ендемичен за Майот.